# Оахака (долина)
Вижте пояснителната страница за други значения на Оахака.
Приблизителен геометричен център на долината 17°04′01″ с. ш. 96°43′13″ з. д. / 17.066944° с. ш. 96.720278° з. д.
Долината Оахака е географски район в съвременния южен мексикански щат Оахака.
Долината е в рамките на планината Сиера Мадре де Оахака и по форма наподобява буквата Y. Всеки от 3-те ръкава има свое име; северозападната част е Етла, централната южна част е Голямата Долина на Оахака, а на изток се намира Тлаколула.
В миналото долината е родина на цивилизацията на сапотеките (сред най-ранните комплексни обществени структури в Мезоамерика), а по-късно – на културата на миштеките.
Долината е богата с множество археологически обекти със световна слава. В това число са Монте Албан, Митла, Сан Хосе Моготе и Ягул. Град Оахака де Хуарес, съвременната столица на щата Оахака, е в централната част на долината.